# Gabriel Ambrosius Donath

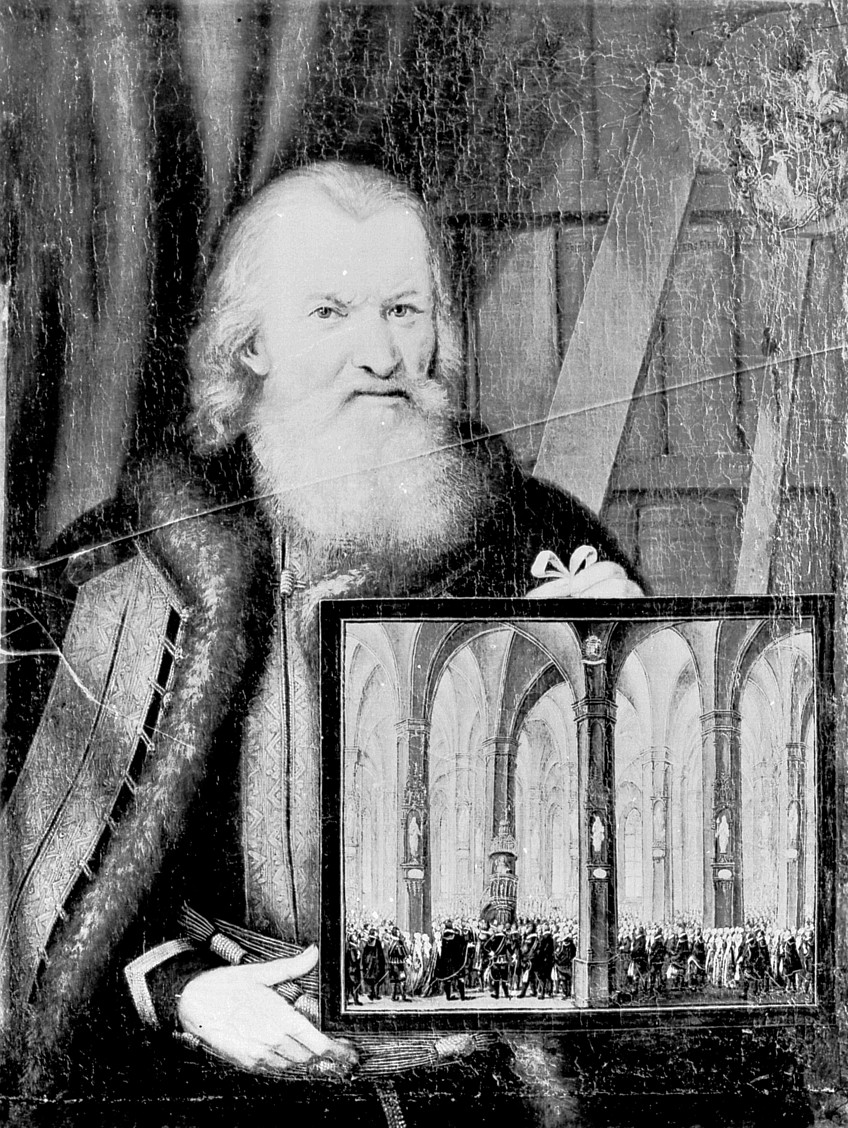
Selbstbildnis, 1758

Gabriel Ambrosius Donath de Grunau (* 1684 in Grunau, Oberlausitz; † Januar 1760 in  Dresden) war ein deutscher Maler.

## Leben
Der Katholik studierte zunächst in Prag Philosophie und Rechtswissenschaften. Im Anschluss ging Donath an eine Malschule in Prag. Nach seiner 1705 erfolgten Eheschließung mit der aus Remlingen stammenden Anna Appollonia Maria Rosalia Freydenreich wirkte er als Porträtmaler in Görlitz.
1733 ging Donath nach Dresden und lebte vorwiegend von der Miniaturmalerei. Mit dem Regierungsantritt Augusts des Starken, der als Kunstliebhaber galt, erfolgte Donaths Aufstieg zum Hofkünstler. Bereits am 16. März 1734 überreichte er der Kurfürstin  Maria Josepha ein Bildnis. Seit 1737 ist Donath als Hofbefreiter und Kabinettsmaler Maria Josephas nachweisbar.
Donaths äußeres Erscheinungsbild war auffällig. Seine wallender Bart und die ungarische Kleidung führten dazu, dass er mehrfach für einen Juden gehalten und am Passieren der Stadttore gehindert wurde. Der Kurfürst befahl dem Maler deshalb die Anbringung eines Selbstbildnisses in der Hauptwache am Dresdner Neumarkt.
Donath, der seit 1757 verwitwet war, verstarb ohne Nachkommen 1760 am Schlagfluss.

## Werk
Werke seines Schaffens als Hofmaler finden sich in Deutschland, Polen und Österreich. Sein bekanntestes dürfte das Selbstbildnis mit Bildnismedaillon Augusts III. von 1743 sein, das seit 1850 im königlichen Schloss Wilanów in Warschau nachweisbar ist. Nach einer Odyssee als deutsche und russische Beutekunst des Zweiten Weltkrieges befindet es sich seit 1954 wieder an dieser Stelle und wurde auch zwischen 1977 und 1998 in der Ausstellung Unter einer Krone. Kunst und Kultur der sächsisch-polnischen Union präsentiert. Neben Porträts und den zeitgeistigen Miniaturen gestaltete Donath auch Entwürfe für Kircheninterieur.
Trotz seiner Tätigkeit als Hofmaler malte Donath auch Altäre und Fresken einiger katholischer Gotteshäuser im Dresdner Raum.
Seiner Heimatgemeinde gestaltete er für den 1739–1740 erfolgten Kirchenneubau ein Altarbild mit der Darstellung der Enthauptung Johannes des Täufers. Dieses Geschenk fanden die Grunauer zu finster und gaben 1871 ein neues Bild bei einem Ostritzer Maler in Auftrag.
Von Donath stammen auch die Porträts des Görlitzer Bürgermeisters Georg Emerich, die für das Buch Das Heilige Grab in Görlitz in Kupfer gestochen wurden.
Die Miniaturen seines frühen Schaffens sind nicht erhalten, da die Farben dieser für Kirchenausstattungen auf Kupfer, Messing oder Zink gemalten biblischen Darstellungen im Laufe der Zeit zerfallen sind.
Neben diesen fertigte Donath auch Medaillons mit Porträts seiner Familie und Sprüchen in Oberlausitzer Mundart, die bis 1945 im Besitz der Kirchgemeinde Grunau waren und letztmals 1935 in Bautzen zu sehen waren. Weitere Werke des Malers sind im Besitz des Klosters St. Marienthal.